# George Milburn
–George Milburn (Coweta, 27 aprile 1906 – New York, 22 settembre 1966) è stato uno scrittore, giornalista e sceneggiatore statunitense.
Milburn scrisse per numerose riviste, tra cui si possono citare l'Harper's Magazine, Vanity Fair, The New Yorker, The Saturday Evening Post e Scribner's Magazine.
Le sue opere di maggior successo e qualità furono le antologie "Oklahoma Town" e "No More Trumpets", che narravano la vita degli abitanti del suo stato d'origine, l'Oklahoma, non trascurandone i lati negativi, come il razzismo, il proibizionismo e gli scandali.
Milburn fu uno dei primi scrittori dell'Oklahoma a scrivere della discriminazione razziale perpetrata nella società civile locale, che nel 1921 aveva visto la città di Tulsa sconvolta da disordini razziali che avevano provocato centinaia di vittime, ma che almeno fino al 1996 era stato un argomento tabù: ciò gli causò disconoscimento ed avversione nel nativo Sooner State, pur continuando a venire apprezzato nel resto del paese.

## Biografia
Milburn nacque nel 1906 nel cosiddetto Territorio indiano (che l'anno seguente con il Territorio dell'Oklahoma andrà a formare lo stato dell'Oklahoma). Dopo aver finito il liceo si iscrisse all'università di Tulsa, che abbandonò dopo due anni per una malattia: riprese gli studi poco dopo, ma li abbandonò nuovamente per iniziare a vagabondare per gli Stati Uniti. Già diciassettenne aveva iniziato a collaborare per un giornale locale, il Tulsa Tribune. Nei suoi viaggi toccò le città di Chicago, Mena e soprattutto New Orleans, ove visse nel quartiere francese. Mentre vagava per gli Stati Uniti scrisse alcuni racconti, collaborando anche per riviste pulp.
Nel 1929 tornò a casa e si iscrisse all'Università dell'Oklahoma e, nella città di Norman sposò Vivian Custard. Mentre frequentava l'università i suoi scritti vennero notati dall'American Mercury, che li acquistò e pubblicò. Suoi scritti, articoli e racconti, continuarono ad essere pubblicati su vari giornali e raccolte. Nel 1931 pubblicò "Oklahoma Town", che l'anno successivo, venne tradotto in tedesco e pubblicato in Europa con il titolo "Die Stadt Oklahoma". Nel 1932 si trasferì a Sarasota Springs, nello stato di New York, su invito della Trask Foundation, lasciando per sempre l'Oklahoma. Rimase sulla costa orientale fino a quando nel 1934 andò in Europa con una borsa di studio della John Simon Guggenheim Memorial Foundation.
Nel 1933 l'antologia "No More Trumpets" ottenne un apprezzamento piuttosto ampio dalla critica, mentre nel 1936 pubblicò il suo primo romanzo "Catalogue", che viene considerato uno dei suoi migliori scritti. Nel 1947 scrisse "Flannigan's Folly", che tradotto in italiano, fu edito dalla Bompiani in Italia nel 1949. Nel 1956 pubblicò il suo ultimo romanzo, "Julie": entrambi i lavori non riscossero però grande successo. Durante gli anni '40 e '50 ha lavorato come sceneggiatore per radio e cinema, vivendo tra Hollywood, New York e Missouri. Nel 1948 tornò a definitivamente a New York dopo il divorzio con la moglie. Nel 1958, per stabilizzare la sua situazione economica, riuscì ad ottenere un lavoro come funzionario per lo stato di New York. Il 22 settembre 1966 morì a New York a causa delle malattie cardiache e del cancro al fegato che lo affliggevano.